# ZAP Xebra
ZAP Xebra — трёхколёсный городской электромобиль.
ZAP Xebra разработан калифорнийской компанией ZAP! (Zero Air Pollution), производящей и продающей разные электромобили. ZAP Xebra производится в Китае компанией Shandong Jindalu Vehicle Company Ltd. ZAP Xebra выпускается в варианте седан и пикап. В США классифицируется как 3-х колёсный мотоцикл.
В 2009 году производство было прекращено.

## История
ZAP! создала совместное предприятие с китайским производителем электромобилей Shandong Jindalu Vehicle Company Ltd. В октябре 2007 года начал работать новый завод по производству электромобилей ZAP Xebra в провинции Шаньдун. Мощность нового завода 4000 седанов и пикапов в месяц. Мощность старого производства составляла 1000 электромобилей в месяц.
ZAP Xebra созданы для городской эксплуатации. Максимальная скорость 65 км/ч. Дальность пробега — 65 км. Мощность электродвигателя — 5 кВт. (6,7 л.с.). Стоимость пробега одной мили — не более $0,03 за милю (1,6 км). На Xebra установлены шесть свинцово-кислотных аккумуляторов по 12 В.
В декабре 2006 года седан продавался в США за $ 10 500, пикап за $ 11 900. По желанию заказчика на крышу Xebra могут быть установлены фотоэлектрические элементы.
В июле 2007 года в лаборатории компании Lithium Balance (Дания) на XEBRA были установлены литиевые аккумуляторы компании Advanced Battery Technologies. Дальность пробега электромобиля увеличилась до 160 км.
3-6 февраля 2007 года состоялся ежегодный съезд и выставка автодилеров в Лас-Вегасе. Компания ZAP объявила о том, что она получила заказы на 2300 электромобилей от 19 дилеров.
В конце 2007 года почтовая служба UPS начала эксплуатировать 42 пикапа ZAP Xebra для доставки почтовых отправлений в Северной Калифорнии.
В январе 2008 года компания Coca-Cola приобрела 30 пикапов ZAP Xebra для испытаний в Монтевидео, Уругвай.
Совместное предприятие ZAP! и Shandong Jindalu Vehicle Company Ltd планирует высадить в Китае 1 млн деревьев.